# Ленихан, Брайен (старший)
Брайен Патрик Ленихан (ирл. Brian Patrick Lenihan, 17 ноября 1930, Дандолк, Лаут, Ирландское Свободное государство — 1 ноября 1995, Дублин, Ирландия) — ирландский политик, заместитель премьер-министра (1987—1990), министр иностранных дел Ирландии (1973), (1979—1981), (1987—1990).

## Биография
Его отец — Патрик Ленихан, соратник Майкла Коллинза, участник Войны за независимость Ирландии и гражданской войны, член палаты представителей. После окончания Университетского колледжа Дублина Ленихан получил квалификацию адвоката. В течение нескольких лет занимался юридической практикой, прежде чем полностью переключиться на политическую деятельность.
Вступил в партию Фианна Файл, где быстро сделал карьеру благодаря личному обаянию и хорошим отношениям с будущим премьер-министром Чарльзом Хоги.
В 1957 г. был избран в Сенат, а в 1961 г. — в палату представителей ирландского парламента, депутатом которой он был до самой смерти.
В 1961—1964 гг. — парламентский секретарь министерств земледелия и юстиции.
В 1964—1968 гг. — министр юстиции. На этом посту способствовал отмену закона о цензуре.
В 1968—1969 гг. — министр образования. Предложил объединить Тринити-колледж и Университетский колледж Дублина, однако эта инициатива осталась нереализованной вследствие протестов оппозиции. На этом посту столкнулся со студенческими волнениями 1968 г, и 19-дневной забастовкой учителей в феврале 1969 г.
В 1969—1973 гг. — министр транспорта и энергетики.
В 1973 г. — министр иностранных дел. В этом же году Фианна Файл потеряла большинство в парламенте, Ленихан не был избран в палату представителей, но очень быстро стал членом Сената и руководителем в нем парламентской фракции своей партии.
После победы Фианна Файл на всеобщих выборах в 1977 г. назначен министром лесного хозяйства и рыболовства, на этом посту он находился до 1979 года.
В 1979—1981 гг. — министр иностранных дел Ирландии. После переговоров между премьером Хоги и главой британского кабинета Маргарет Тэтчер опрометчиво заявил, что вопрос объединения страны с Северной Ирландией может быть решён в 10-дневный срок. Эта фраза вызвала возмущение британской стороны и негативно сказалась на диалоге двух стран.
В 1982 г. — министр сельского хозяйства.
В 1987—1990 гг. — заместитель премьер-министра, одновременно в 1987—1989 гг. — министр иностранных дел Ирландии. На этом посту добился заметных успехов в урегулировании отношений по северо-ирландскому вопросу в условиях серьёзно осложнившейся в это время ситуации в Ольстере.
В 1989—1990 гг. — министр обороны Ирландии.
В 1990 г. участвовал в президентских выборах, где считался фаворитом, однако во втором туре проиграл кандидату от оппозиции Мэри Робинсон.
Несмотря на поражение, продолжал политическую деятельность, активно участвовал в обсуждении состава коалиционного правительства, сформированного в 1992 г.
Его сыновья — Брайен Ленихан (младший) (бывший министр финансов; умер 10 июня 2011 года) и Конор Ленихан (государственный министр).